# Ecnomus kakaduensis
Ecnomus kakaduensis là một loài Trichoptera trong họ Ecnomidae. Chúng phân bố ở miền Australasia.